# .cg
.cg — национальный домен верхнего уровня (ccTLD) для Республики Конго. Управляется ONPT Congo и Interpoint Switzerland. Граждане Республики Конго могут зарегистрировать свой домен бесплатно. Последующая регистрация, а также регистрация для неграждан, стоит 225 евро в год (по состоянию на 2016 год).